# Ezra (boek)
Het boek Ezra (Hebreeuws: עֶזְרָא סֵפֶר, ‘æzrā’, "hulp"; Grieks: Ἔσδρας, Esdras; Latijn: Liber Esdrae) is een van de boeken in de Hebreeuwse Bijbel. Het is een direct vervolg op het boek Kronieken en vormde oorspronkelijk samen met het boek Nehemia één boek. Hiëronymus van Stridon deelde het boek in tweeën. Dit gebruik heeft ook in de Hebreeuwse Bijbel ingang gevonden.

## Auteur
In de klassieke rabbinale traditie wordt de priester Ezra als de auteur van dit boek beschouwd, die op basis van de inhoud van het boek moet worden geplaatst in de tijd van Artaxerxes I (465-425 v.Chr.). Het boek is vermoedelijk eind 5e eeuw v.Chr. of later ontstaan.

## Naamgeving
Het boek Ezra ontleent zijn naam aan de priester Ezra, die de hoofdrol speelt in Ezra 7-10 en in Nehemia 8." In de Septuagint vormt Ezra samen met Nehemia één boek. Dit boek wordt "Esdras B" genoemd. In de Vulgaat is Ezra een apart boek dat "I Esdras" heet. Onderstaande tabel geeft de namen in de protestantse wereld, en de namen in Septuagint en Vulgaat weer:
| Protestantse naam | Septuaginta | Vulgaat    |
| ----------------- | ----------- | ---------- |
| Ezra              | Esdras B    | I Esdras   |
| Nehemia           | Esdras B    | II Esdras  |
| 3 Ezra            | Esdras A    | III Esdras |
| 4 Ezra            | -           | IV Esdras  |

3 Ezra en 4 Ezra worden door katholieken en protestanten als apocriefe boeken gezien.

## Inhoud
Het boek bestaat uit 10 hoofdstukken:
- De hoofdstukken 1-6 zijn in de derde persoon geschreven en beschrijven de periode vanaf het eind van de Babylonische ballingschap met de eerste terugkeer van de ballingen, in het eerste jaar van Cyrus II (536 v.Chr.). Hierna volgt de beschrijving van de bouw van de Tweede Tempel onder Zerubbabel en Jesua. Het deel eindigt de inwijding van de tempel in het zesde jaar van Darius I (515 v.Chr.).
- De hoofdstukken 7-10 zijn grotendeels in de eerste persoon geschreven en betreffen de missie van de priester Ezra. Het boek bevat diverse ingevoegde documenten die als historisch worden gepresenteerd; deze zijn in het Aramees geschreven, terwijl de omringende delen in het Hebreeuws zijn geschreven (1:2–4, 4:8–16, 4:17–22, 5:7–17, 6:3–5, 6:6–12, 7:12–26).[3] "Men neemt met enige waarschijnlijkheid aan dat deze delen zijn van een uitgebreidere geschiedenis van de teruggekeerde gemeenschap."[4]

Inhoud per deel:
- Ezra 1: Toestemming van Cyrus II aan de Joden in Babylonische ballingschap om terug te keren en de tempeluitrusting mee terug te nemen
- Ezra 2: Lijst van degenen die zijn teruggekeerd uit ballingschap (zie Nehemia 7)
- Ezra 3:1-7: Oprichting van een altaar en instellen van brandoffers, viering van het Soekot
- Ezra 3:8-13: Start tempelbouw
- Ezra 4: Onderbrekingen van de tempelbouw
- Ezra 5: Nieuw begin van tempelbouw
- Ezra 6:1-18: Cyruscilinder en voltooiing van de tempelconstructie onder Darius I
- Ezra 6:19-22: Viering van Pesach
- Ezra 7: Opdrachtverstrekking aan Ezra door Artaxerxes
- Ezra 8:1-14: Lijst van met Ezra terugkerende ballingen
- Ezra 8:15-36: Ezra's reis naar Jeruzalem
- Ezra 9: Boetegebed van Ezra voor gemengde huwelijken
- Ezra 10: Ontbinding van gemengde huwelijken

## Historische context
In de vroege 6e eeuw v.Chr. rebelleerde het koninkrijk Juda tegen het Neo-Babylonische rijk en werd verwoest. Het hof, de priesters, profeten en afschrijvers werden in ballingschap naar de stad Babylon gevoerd. Daar vond een diepgaande intellectuele revolutie plaats, waarbij de ballingen hun lot weten aan ongehoorzaamheid aan hun God en keken ze uit naar een toekomst waarin hen zou worden toegestaan als gezuiverd volk terug te keren naar Jeruzalem om de tempel te herbouwen. In dezelfde periode vond de snelle opkomst van het Perzische Rijk plaats, tot die tijd een onbelangrijk koninkrijk in het hedendaagse Iran. Het werd een belangrijk rijk, waarvan de koning, Cyrus II, Babylon veroverde in 539 v.Chr..
Het is moeilijk de partijen in Judea en hun politiek in deze periode te beschrijven, want historische bronnen ontbreken, maar er zijn aanwijzingen dat er drie belangrijke groepen waren: de teruggekeerde ballingen die beweerden de wederopbouw te hebben verricht met de steun van Cyrus II, "de vijanden van Juda en Benjamin" en een derde groep, "volk van het land", die lokaal tegenstand boden tegen de teruggekeerde ballingen die de tempel in Jeruzalem herbouwden.
De volgende tabel geeft de belangrijkste gebeurtenissen weer tijdens de periode die door het boek Ezra wordt beschreven:
| Koning van Perzië | Regering (v.Chr) | Belangrijkste gebeurtenissen | Relatie met Ezra–Nehemia |
| ----------------- | ---------------- | --- | --- |
| Cyrus II          | 550[?]–530       | 539 Val van Babylon | Instructie aan de Joden de tempel te herbouwen en eerste terugkeer van de ballingen naar Jeruzalem (waarschijnlijk in 538, omdat Babylon viel in oktober 539) |
| Cambyses II       | 530–522          | 525 Verovering van Egypte | |
| Darius I          | 522–486          | Verzekert zich van de troon in 520/519 na verschillende rivalen te hebben verslagen; Eerste Perzische Oorlog                                                   | 515 Tempel herbouwd |
| Xerxes I          | 486–465          | Tweede Perzische Oorlog; begin van de strijd met de Grieken over heerschappij over het oostelijke deel van de Middellandse Zee                                 | |
| Artaxerxes I      | 465–424          | 460–456 Succesvolle onderdrukking van de door de Grieken gesteunde opstand in Egypte 449 Opstand van Megabyzus, gouverneur van het gebied waar Juda onder viel | 458 Ezra arriveert "in het zevende jaar van Artaxerxes" 445–433 missie van Nehemia (keerde terug voor de dood van Artaxerxes)                                 |
| Darius II         | 423–404          | | |
| Artaxerxes II     | 404–358          | 401 Slag bij Cunaxa, Egypte herovert onafhankelijkheid | |
| Artaxerxes III    | 358–338          | Egypte heroverd | |
| Darius III        | 336–330          | Alexander de Grote verovert het Achaemenidische rijk | |

### Alternatieve datering
Ezra verliet Babylon in de eerste maand van het zevende jaar van Artaxerxes' regering, samen met een gezelschap Joden inclusief priesters en levieten. Ze arriveerden in Jeruzalem op de eerste dag van de vijfde maand van het zevende jaar volgens de Joodse kalender. De tekst zegt niet welke koning werd aangeduid in deze tekst: Artaxerxes I (465–424 v.Chr.) of Artaxerxes II (404–359 v.Chr.). De meeste wetenschappers nemen aan dat Erza leefde tijdens de regering van Artaxerxes I, maar sommigen betwijfelen dit. In de algemeen aanvaarde datering overlappen Nehemia en Ezra niet, maar in Nehemia 12:27ff leiden beiden processies die deel uitmaakten van de wijdingsceremonie van de muren van Jeruzalem. Dit wijst erop dat ze tijdgenoten waren die gelijktijdig in Jeruzalem actief waren in de periode dat de muur en stad van Jeruzalem werd herbouwd.
Door deze tegenstrijdigheden concluderen sommige geleerden dat Ezra arriveerde in het zevende jaar van de regering van Artaxerxes II, dat wil zeggen 50 jaar na Nehemia. Als dit juist zou zijn, betekent dat dat het Bijbelse verhaal niet chronologisch is. Een andere groep geleerden beschouwt "het zevende jaar" als een kopieerfout en nemen aan dat de twee mannen tijdgenoten waren. Ezra komt pas voor het eerst voor in Nehemia 8 en zou toen twaalf jaar aan het hof hebben gediend.

## Apocriefen
Er zijn ook de boeken 3 Ezra en 4 Ezra. Deze boeken worden door zowel katholieken als de meeste protestanten als apocrief beschouwd. Slechts de Oosters-orthodoxe Kerken en Oriëntaals-orthodoxe Kerken accepteren 3 Ezra als canoniek. 4 Ezra wordt deels als canoniek beschouwd door de Ethiopisch-orthodoxe Kerk; er werd veel uit geciteerd door de kerkvaders, met name door Ambrosius. Verder zijn er nog de Apocalyps van Ezra (pseudepigrafisch) en het Visioen van Ezra (apocrief), die beide gelijkenis vertonen met 4 Ezra.

## Nieuwe Testament
Ezra wordt in het Nieuwe Testament niet geciteerd. In de genealogie van Jezus worden Zerubbabel en zijn vader Sealtiël echter in zowel Matteüs 1:12 als Lucas 3:27 genoemd. In de talloze generaties van David tot Jozef zijn dit de twee enige namen waarbij de stambomen in Matteüs en Lucas overeenstemmen. Zerubbabel wordt in Ezra 3:2, Nehemia 12:1 en Haggaï 1:1 zoon van Sealtiël genoemd, terwijl 1 Kronieken 3:19 hem de zoon van Pedaja noemt. De stambomen in het Nieuwe Testament voor de post-exilische periode zijn dus niet gebaseerd op Kronieken maar op de traditie van Ezra.